# Kościół Nawiedzenia Najświętszej Maryi Panny w Lubawie
Kościół Nawiedzenia Najświętszej Maryi Panny – kościół filialny należący do parafii Nawiedzenia Najświętszej Maryi Panny i św. Anny w Lubawie. Należy do dekanatu Lubawa diecezji toruńskiej. Znajduje się w lubawskiej dzielnicy Lipy. Jest to obecnie sanktuarium maryjne znane pod nazwą Sanktuarium Matki Boskiej Lipskiej.
Kościół został zbudowany w 1870 roku w stylu neogotyckim, na miejscu wcześniejszej murowanej świątyni, wzniesionej w 1629 roku i ufundowanej przez siostry Mortęskie, spalonej w 1861 roku. Obiektem kultu jest figurka Madonny z Dzieciątkiem, czyli Matki Boskiej Lipskiej, pochodząca z XV wieku. Figurka ma 30 centymetrów wysokości. Na tle pozłacanej blachy, widoczne są postacie, ubrane w bogato zdobione stroje. Szaty zostały wykonane z blachy pokrytej srebrem i złotem. Figurka znajduje się w ołtarzu bocznym kościoła św. Anny w Lubawie. Figurkę koronował ksiądz kardynał Stefan Wyszyński w dniu 2 lipca 1969 roku. W dniach odpustu, w rocznicę koronacji figurki (1–2 lipiec), jest ona przenoszona do kościoła w Lipach.